# Вал (археологічна пам'ятка)

Скарб срібних прикрас давньоруського часу з Городища

Вал — археологічна пам'ятка, давньоруське городище, одна з небагатьох повністю досліджених пам'яток часів Київської Русі. Розташований на правому березі річки Чорногузка біля села Городище Луцького району Волинської області. Досліджено 34 житла-напівземлянки, 26 споруд виробничого і господарсько-побутового призначення, 40 господарських ям різного характеру та 8 вогнищ поза спорудами. Знайдено понад 20 тис. фрагментів кераміки, залізні знаряддя праці, залишки зброї, різноманітні побутові речі, скарб срібних прикрас, вироби з кольорових металів, каменю, кістки. Пам'ятка датується кінцем 10-11 ст. і є залишком феодального замку.